# Mantidactylus petakorona
A Mantidactylus petakorona  a kétéltűek (Amphibia) osztályába és  a békák (Anura) rendjébe, az aranybékafélék (Mantellidae) családjába tartozó faj. 

## Előfordulása
Madagaszkár endemikus faja. A típuspéldányt a sziget északkeleti részén, a Marojejy Nemzeti Parkban, 310 m-es tengerszint feletti magasságban figyelték meg.

## Természetvédelmi helyzete
A vörös lista jelenleg nem tartja nyilván.